# Craspedorrhynchus haematopus
Craspedorrhynchus haematopus är en insektsart som först beskrevs av Giovanni Antonio Scopoli 1763.  Craspedorrhynchus haematopus ingår i släktet Craspedorrhynchus, och familjen fjäderlöss. Arten är reproducerande i Sverige.